# Bodyrox
Bodyrox is de projectnaam van de Engelse dj's Jon Pearn en Nick Bridges.
Pearn en Bridges waren bij de vorming van het project Bodyrox al lang bekende namen in de dancewereld, en maakten eerder al platen met elkaar onder de naam Pearn & Bridges. Pearn was eerder ook al succesvol met Michael Gray als Full Intention. In 2006 vormde het duo Bodyrox en maakten ze een hit in meerdere landen met Yeah yeah, gezongen door de Britse zangeres Luciana. Het nummer werd gevolgd door nog enkele minder succesrijke singles. In 2010 maakten ze de single We Dance On met de rapgroep N-Dubz. Die werd een hit in eigen land. 

## Discografie

### Singles
| Single met eventuele hitnotering(en) in de Nederlandse Top 40 | Datum van verschijnen | Datum van binnenkomst | Hoogste positie | Aantal weken | Opmerkingen                           |
| ------------------------------------------------------------- | --------------------- | --------------------- | --------------- | ------------ | ------------------------------------- |
| Yeah yeah                                                     | 2006                  | 04-11-2006            | 17              | 6            | met Luciana / Dancesmash op Radio 538 |
| What planet are you on                                        | 2008                  | 02-02-2008            | tip4            | -            | met Luciana                           |

| Single met hitnotering(en) in de Vlaamse Ultratop 50 | Datum van verschijnen | Datum van binnenkomst | Hoogste positie | Aantal weken | Opmerkingen |
| ---------------------------------------------------- | --------------------- | --------------------- | --------------- | ------------ | ----------- |
| Yeah yeah                                            | 2006                  | 23-12-2006            | 30              | 12           | met Luciana |